# Jacques-Édouard Alexis
Jacques-Édouard Alexis (sinh ngày 21 tháng 9 năm 1947) là một nhà chính trị Haiti. Ông là thủ tướng Haiti từ năm 1999 đến 2001 và từ năm 2006 đến năm 2008.

## Thời trẻ và sự nghiệp
Alexis sinh ra tại Gonaïves, Haiti vào ngày 21 tháng 9 năm 1947. Ông học trường Lycée Geffrard tại Gonaïves (1959–1964) và sau đó là Lycée Toussaint Louverture ở Port-au-Prince (1964-1966). Ông đã tốt nghiệp ngành kỹ thuật nông nghiệp tại Đại học Nhà nước Haiti năm 1973.
Sau khi tốt nghiệp,  Alexis đã làm nhiều công việc khác nhau trong ngành học thuật. Ông là trợ lý giáo sư hoá học tại Đại học Nhà nước Haiti từ năm 1973 đến năm 1976 và là một trợ lý nghiên cứu và giảng dạy tại Université Laval, Québec, Canada, từ năm 1977 đến năm 1978, và đã tốt nghiệp cao học ngành khoa học và công nghệ thực phẩm tại Université Laval năm 1979.  Sau đó ông làm giáo sư công nghệ thực phẩm và công nghệ sau thu hoạch tại Đại học Nhà nước Haiti (1979-1987), giáo sư công nghệ sau thu hoạch và dinh dưỡng con người tại École Moyenne d’Agriculture (1979–1985), và trưởng khoa Nông học và Thú y tại Đại học Nhà nước Haiti (1985-1987). Giữa thời kỳ 1987 và 1990, ông phối hợp lập ra Đại học Quisqueya, nơi ông đảm nhiệm chức hiệu trưởng đầu tiên từ năm 1990 đến năm 1995.
Alexis đã giữ chức Bộ trưởng Giáo dục, Thanh niên và Thể thao quốc gia (1996-1999), Bộ trưởng Văn hoá (1997-1999), Bộ trưởng Nội vụ và Các cộng đồng lãnh thổ (1999-2000).

## Thủ tướng
Alexis đã được tổng thống René Préval bổ nhiệm làm thủ tướng Haiti ngày 16 tháng 7 năm 1998 sau khi Quốc hội nước này đã bác bỏ 3 ứng cử viên khác trước đó, một sự kiện dẫn tới khủng hoảng chính trị kéo dài 1 năm. Việc thông qua đề cử chức vụ thủ tướng của ông đã được Thượng viện phê chuẩn ngày 15 tháng 12 và Hạ viện vào ngày 17 tháng 12 dù có báo cáo bất lợi cho ông về việc quản lý các quỹ khi ông đang làm bộ trưởng Giáo dục. Việc hoàn chỉnh phê chuẩn chức vuụnày hoàn thành khi danh sách nội các đề xuất và chính sách chung được lưỡng viện thông qua.

## Cuộc sống riêng tư
Alexis đã kết hôn và có năm con.